# كاثرين مارثا هوتون هيبورن
كاثرين مارثا هوتون هيبورن (بالإنجليزية: Katharine Martha Houghton Hepburn)‏ هي سفرجات أمريكية، ولدت في 2 فبراير 1878 في بوفالو في الولايات المتحدة، وتوفيت في 17 مارس 1951 في West Hartford, Connecticut ‏ في الولايات المتحدة.